# 新松奇城堡
新松奇城堡（Nowy Sącz Royal Castle）是位於波蘭城市新松奇的一座中世紀時期的城堡。這座城堡的部分建築的歷史可以追溯至14世紀卡齊米日三世統治時期。

## 外部連結
- Tourism information about the park around the castle （页面存档备份，存于）

49°37′44″N 20°41′21″E / 49.62889°N 20.68917°E